# 杨志波
杨志波（1954年8月—），经名穆斯塔法，男，回族，宁夏银川人，中华人民共和国政治人物，中国民主促进会会员，曾任中国伊斯兰教协会副会长，第十一、第十二届全国政协委员。

## 生平
2008年，当选第十一届全国政协委员，代表宗教界，分入第五十一组。并担任民族和宗教委员会专委。